# Chelonus gracilariae
Chelonus gracilariae är en stekelart som beskrevs av Mccomb 1968. Chelonus gracilariae ingår i släktet Chelonus och familjen bracksteklar. Inga underarter finns listade i Catalogue of Life.